# Hyphercyna
Hyphercyna és un gènere d'arnes de la família Crambidae. Conté només una espècie, Hyphercyna luedersi, que es troba a Àsia central.